# Buffalo Springfield Again
| 전문가 평가                   | 전문가 평가 |
| 평가 점수                     | 평가 점수   |
| 출처                          | 점수        |
| ----------------------------- | ----------- |
| AllMusic                      | [ 6 ]       |
| Rolling Stone                 | (favorable) |
| The Village Voice             | A−          |
| Encyclopedia of Popular Music | [ 9 ]       |

《Buffalo Springfield Again》은 1967년 10월 30일, 앳코 레코드에 발매된 캐나다와 미국의 포크 록 밴드 버펄로 스프링필드의 두 번째 스튜디오 음반이고, 빌보드 200에서 44위로 정점을 찍었다. 2003년에는 《롤링 스톤》이 선정한 역사상 가장 위대한 음반 500장 순위에서 188위에 올라, 2012년 개정 음반의 등급을 유지했다. 이 음반은 로버트 다이머리의 《죽기 전에 꼭 들어야 할 앨범 1001》에 실린 1950년대와 1960년대 로버트 크리스트가우의 "기본 음반 서재"에 수록되었다.

## 배경
1966년 여름 동안 상당히 빠르게 녹음되었던 이 밴드의 데뷔 음반과 달리, 이 음반의 녹음은 1967년 한 해 동안 9개월 동안 지속되었다. 베이시스트 브루스 파머가 1월에 추방되었고 밴드와 계속 일하기 위해 불법적으로 미국에 재입국했다는 것, 기타리스트 닐 영이 몇 차례 탈퇴하고 다시 합류했다는 것, 특히 유명한 몬터레이 팝 페스티벌에 밴드가 출연하지 않았다는 것 등 몇 가지 요인들이 여기에 기여했을 것이다. 데이비드 크로스비가 기타리스트 스티븐 스틸스의 요청으로 대신했다.
이 음반에는 밴드의 데뷔 음반에 어떠한 자료도 기여하지 않았던 기타리스트 리치 퓨레이가 작곡한 노래의 첫 음반이 수록되어 있다. 또한 밴드 고유에 의해 전곡 녹음되었던 이전 음반과는 달리 세션 음악가들은 음반의 안쪽 소매에 표시된 것처럼 다양한 트랙에 등장했다. 파머의 추방 문제로 인해 외부 베이시스트들의 기여가 필요했다. 영이 밴드를 떠났을 때, 그는 〈Expecting to Fly〉를 녹음하기 위해 스튜디오를 예약했는데, 외부 뮤지션들은 그것이 버펄로 스프링필드보다는 닐 영 단독 프로젝트를 위한 것이라는 인상을 받았다. 필 스펙터 레킹 크루의 동료 잭 니체는 〈Expecting to Fly〉를 위한 음악적 준비를 제공했다. 이 음악에는 버펄로 스프링필드 멤버가 참여하지 않았다. 니체는 1970년대 초까지 영과 함께 솔로 데뷔 음반과 베스트셀러 《Harvest》에 계속 활동하면서 영의 백 밴드인 크레이지 호스와 스트레이 게이터스의 멤버가 되었다.
이 음반에는 퓨레이의 초기 컨트리 록 트랙인 〈A Child's Claim to Fame〉이 포함되어 있다. 〈Rock & Roll Woman〉의 수록곡에는 크로스비의 보컬이 수록되어 있다고 한다. 크로스비의 작곡에도 일조한 것으로 알려져 있다. 사실이든 아니든 스틸스는 이 곡의 기원이 크로스비와의 방해에서 비롯되었다는 것을 인정한다. 영의 확장곡 〈Broken Arrow〉는 관객들의 박수갈채 (버펄로 스프링필드 쇼에서 찍은 것이 아니라 비틀즈의 콘서트에서 찍은 것)와 스튜디오에서 라이브로 녹음된 〈Mr. Soul〉의 오프닝으로 시작된다. 이 음반의 뒷면 커버는 영향력과 영감으로 감사하는 사람들의 긴 목록을 포함하고 있고, 몇몇은 음악가들이 나타나지만 인정받지 못하는 사람들일 수도 있다. 이 음반은 프레이저 모호크에게 바쳐지고 있으며, 요크/팔라 프로덕션으로 상장되어 있다. 이 음반은 HDCD의 콤팩트 디스크용으로 리마스터되어 1997년 6월 24일에 재발매되었다.

## 곡 목록
| #   | 제목                      | 작사·작곡     | 재생 시간 |
| --- | ------------------------- | ------------- | --------- |
| 1.  | 〈Mr. Soul〉              | 닐 영         | 2:48      |
| 2.  | 〈Child's Claim to Fame〉 | 리치 퓨레이   | 2:09      |
| 3.  | 〈Everydays〉             | 스티븐 스틸스 | 2:38      |
| 4.  | 〈Expecting to Fly〉      | 영            | 3:39      |
| 5.  | 〈Bluebird〉              | 스틸스        | 4:28      |
| 6.  | 〈Hung Upside Down〉      | 스틸스        | 3:24      |
| 7.  | 〈Sad Memory〉            | 퓨레이        | 3:00      |
| 8.  | 〈Good Time Boy〉         | 퓨레이        | 2:11      |
| 9.  | 〈Rock & Roll Woman〉     | 스틸스        | 2:44      |
| 10. | 〈Broken Arrow〉          | 영            | 6:11      |